# Harald Rost (Funktionär)
Harald Rost (* 26. November 1933 in Poznań) ist ein ehemaliger deutscher Wirtschaftsfunktionär und Politiker (SED). Er war von 1967 bis 1986 Abgeordneter der Volkskammer der DDR.

## Leben
Rost, Sohn eines Landwirts, wurde 1949 Mitglied der Freien Deutschen Jugend (FDJ) (bis 1961). Er besuchte die Oberschule in Halle (Saale), bestand die Reifeprüfung 1952 in allen wissenschaftlichen Fächern mit der Note „sehr gut“ und wurde im Oktober 1952 mit der Lessing-Medaille ausgezeichnet. Rost studierte von 1952 bis 1956 an der Martin-Luther-Universität Halle-Wittenberg (MLU) Wirtschaftswissenschaften mit dem Abschluss als Diplomwirtschaftler. Während dieser Zeit trat er 1955 in den Freien Deutschen Gewerkschaftsbund (FDGB) ein. 1956/57 arbeitete er als wissenschaftlicher Assistent am Institut für Gesellschaftswissenschaften der MLU Halle-Wittenberg. Im Jahr 1957 begann seine Tätigkeit im VEB Leuna-Werke „Walter Ulbricht“, anfangs als Betriebsassistent, später als Leiter der Materialversorgung, danach als ökonomischer Direktor, schließlich von 1971 bis 1980 als stellvertretender Generaldirektor für Kombinatsentwicklung.
Im Jahr 1958 erfolgte sein Eintritt in die SED. Von 1958 bis 1960 war er Mitglied der Grundorganisationsleitung und von 1964 bis 1980 Mitglied der SED-Kreisleitung der Leuna-Werke. Er absolvierte ein Studium an der Parteihochschule der KPdSU in Moskau. Von 1967 bis 1981 war er als Mitglied der SED-Fraktion Abgeordneter der Volkskammer und Mitglied des Ausschusses für Industrie, Bauwesen und Verkehr. Von 1974 bis 1980 war er Mitglied der Ständigen Kommission des Rates für gegenseitige Wirtschaftshilfe (RGW) für Erdöl und Gas. Von 1976 bis 1980 wirkte er als Vorsitzender des Gesellschaftlichen Rates der Technischen Hochschule Leuna-Merseburg. Rost wurde 1980 zum Stellvertreter des Vorsitzenden der Staatlichen Plankommission (SPK) berufen und war unter der Leitung Gerhard Schürers für den Bereich Planungssystem und Elektronische Datenverarbeitung verantwortlich. Nach der Regierungswechsel zu Hans Modrow wurde ihm im Dezember 1989 zusammen mit Walter Schmidt die Leitung der Arbeitsgruppe Wirtschaftsreform der Staatlichen Plankommission der DDR übertragen. Allerdings wurde er schon Anfang Januar 1990 von der Regierung Modrow aus der Staatlichen Plankommission abberufen.
Nach der Wende in der DDR kam er bei der Treuhand unter und war verantwortlich für das Kommunalvermögen in Sachsen-Anhalt.

## Auszeichnungen
- 1952 Lessing-Medaille in Gold
- Zweimal Medaille für ausgezeichnete Leistungen
- Ehrentitel Verdienter Aktivist
- 1979 Ehrentitel „Verdienter Mitarbeiter der Planungsorgane der Deutschen Demokratischen Republik“